# Hetes
Hetes es un pueblo ubicado en el distrito de Kaposvár, en el condado de Somogy, Hungría.

## Superficie
Posee una superficie de 26,63 kilómetros cuadrados.

## Demografía
Hasta 2019 la población era de 1190 habitantes, con una densidad de población de 44,69 habitantes por kilómetro cuadrado.